# 지정환
지정환(池正煥, 1931년 12월 5일 ~ 2019년 4월 13일)은 벨기에 출신의 대한민국 천주교 전주교구 소속 신부로, 본명은 디디에 엇세르스테번스(네덜란드어: Didier t'Serstevens)이고 세례명은 디디에이다.

## 생애

### 사제 서품과 대한민국 입국
지정환은 1931년 12월 5일에 벨기에 브뤼셀에서 귀족 집안의 3남 2녀 가운데 막내로 태어났다. 지정환의 아버지는 제2차 세계 대전에 참전한 이력을 갖고 있다. 1950년 7월에 브뤼셀 고등학교를 졸업하고 가톨릭 전교협조회(Societas Auxiliarium Missionum, SAM)에 입회했고 1952년 7월에는 뢰번 가톨릭 대학교 철학과를 졸업했다. 지정환은 고등학교를 졸업한 이후에 일어난 한국 전쟁을 계기로 대한민국에서 사목 활동을 하기로 결심하게 된다.
1953년 7월에는 가톨릭 전교협조회 신학교에서 1년 연수 과정을 이수했다. 1954년에는 뢰번 예수회 부설 성 알베르토 신학교에 입학했으며 1958년 4월 27일에 사제 서품을 받았다. 1958년 7월에 성 알베르토 신학교를 졸업했고 1959년 7월에는 영국 런던 대학교에서 한국어학과 1년 과정을 수료했다.
1959년 12월 8일에 천주교 전주교구 소속 신부로 대한민국에 입국했고 1960년 3월 15일에는 전동성당 보좌신부로, 1961년 1월 4일에는 임실성당 주임대리로 각각 부임했다. 천주교 전구교구 부주교였던 김이환(金二煥, 세례명 스테파노) 신부가 그에게 '지정환'이라는 한국 이름을 지었다고 한다. 지정환이라는 한국 이름은 자신의 원래 이름인 '디디에'의 '지'(池, 디), '김이환'의 '환'을 딴 이름으로서 "정의(正)가 환(煥)하게 빛난다"는 뜻을 담고 있다.
1961년 7월 7일에 전라북도 부안군 부안성당 주임신부로 부임한 이후에 3년 동안 간척지 100 헥타르를 조성해 농민에게 제공하는 등 가난한 농민들에게 삶의 터전을 마련해 주었고 1964년 6월 15일에는 전라북도 임실군 임실성당 주임신부로 부임했다.

### 치즈 생산과 민주화 운동 참여
지정환은 전라북도 임실군에서 가난에 시달리는 농민들의 모습을 보고 산양의 젖으로 치즈를 만들기로 결심했다. 1967년 5월 23일에는 벨기에에 거주하던 부모로부터 받은 2,000 달러를 들여 전라북도 임실군에 대한민국 최초로 치즈 공장을 설립했다. 하지만 치즈를 생산하는 과정은 쉽지 않았고 3년이 지나도 성과가 나오지 않았다.
지정환은 동료 가톨릭 신자들과 함께 프랑스, 이탈리아를 견학하면서 치즈 제조 기술을 전수받았고 1969년에는 최초의 치즈 생산에 성공하게 된다. 임실에서 생산된 치즈는 서울의 특급 호텔, 외국인 전용 상점에 납품되었을 정도로 유통망을 전국으로 확장했다. 임실 치즈 공장이 주민 협동조합으로 개편되면서 지정환은 임실 치즈 공장의 운영권, 소유권을 주민 협동조합에 양도하게 된다.
1970년대에는 대한민국에 거주하고 있던 외국인 사제들, 선교사들과 함께 박정희 대통령의 유신헌법 체제에 반대하는 민주화 운동을 전개했고 시위 도중에 경찰에 체포되어 추방될 위기에 처했다. 하지만 농촌 발전에 관심을 갖고 있던 박정희 대통령이 '치즈 생산을 통해 농촌 발전에 헌신한 신부'라는 사실을 인정하면서 추방을 면했다. 1980년에 일어난 5·18 광주 민주화 운동 당시에는 우유 트럭을 몰고 광주를 직접 방문하여 시민군과 광주시민들에게 우유등 식료품을 제공하기도 했다.

### 말년
지정환은 다발성 경화증 치료를 위해 1981년 11월 16일에 벨기에로 떠났다가 1983년 10월 13일에 대한민국으로 귀국했다. 1984년 2월 4일에는 천주교 전주교구로부터 장애인 사목 지도 신부로 부임했고 전라북도 전주시 인후동에 중증 장애인을 위한 재활 공동체 '무지개가족'을 만들었다. 2002년에는 치즈 산업을 일구고 장애인 복지에 힘쓴 공로로 호암 사회봉사상을 받았고 상금 1억원을 기반으로 2007년 무지개장학재단을 설립했다.
2003년 7월 12일에 천주교 전주교구 원로사목자로 추대되면서 은퇴했으며 2004년부터는 전라북도 완주군 소양면 별해리에 '별아래'라는 이름의 저택에서 무지개가족에서 함께 일했던 사람들과 거주했다. 2016년 2월 4일에는 대한민국 정부가 봉사에 감사하는 뜻으로 그에게 대한민국 국적을 부여했다. 또한 대한민국 정부로부터 창성창본을 허락받으면서 임실 지씨(任實 池氏)의 시조가 되었다. 2016년 9월 28일에는 지역산업진흥 유공자로 대통령 포장을 수상했다.
2019년 4월 13일에 전라북도 전주시에서 향년 87세를 일기로 선종했으며 2019년 4월 15일에는 이개호 농림축산식품부 장관이 지정환 신부의 유족에게 국민훈장 모란장을 전수했다. 2019년 4월 16일에는 전주 중앙성당에서 장례 미사가 거행되었고 그의 유해는 전라북도 전주시에 위치한 치명자산 성직자 묘지에 안장되었다. 지정환은 사제 독신제를 규정한 보편교회법에 따라 평생을 독신으로 살았다.

### 내용주
1. ↑  일부 매체에서는 '디디에 세르스테반스', '디디에 세스테벤스'라고도 표기하나, 네덜란드어에서 't는 '엇'(/ət/)이라고 발음한다.

### 참고주
1. 1 2  “지정환(디디에) Didier t'Serstevens 신부님께서 선종하셨습니다”. 《천주교 전주교구 홈페이지》. 2019년 4월 13일.
2. ↑  “한국 치즈 대부 지정환 신부 불모의 땅에 피워낸 기적”. 《주간경향》. 2018년 8월 25일.
3. 1 2  “임실치즈의 아버지, 고 지정환 신부에 국민훈장 모란장 전수”. 《중앙일보》. 2019년 4월 15일.
4. ↑  “한국 치즈의 선구자 87세 벨기에 출신 지정환 신부”. 《주간경향》. 2018년 9월 3일.
5. ↑  “한국인 된 '임실치즈' 지정환 신부…정부, 국적 부여”. 《JTBC》. 2016년 2월 5일.[깨진 링크(과거 내용 찾기)]
6. ↑  “'임실 치즈 개척자' 지정환 신부 별세…향년 88세”. 《중앙일보》. 2019년 4월 13일.
7. ↑  “국산 치즈 선구자 지정환 신부 "임실 군민 화합하며 행복하길"”. 《전북일보》. 2016년 9월 29일.